# ريكاردو مانويل كاردوسو مارتينز
ريكاردو مانويل كاردوسو مارتينز (بالإسبانية: Ricardo Cardoso) (24 يناير 1990 في فنزويلا - ) هو لاعب كرة قدم فنزويلي في مركز الوسط. شارك مع منتخب البرتغال تحت 21 سنة لكرة القدم. أما مع النوادي، فقد لعب مع نادي ريبيراو ونادي ريو أفي ونادي ديبورتيفو داس أيفيس وDeportivo Anzoátegui S.C. ‏ ونادي غوندومار ونادي فاماليساو.

## وصلات خارجية
- ريكاردو مانويل كاردوسو مارتينز على موقع قاعدة بيانات كرة القدم.إي يو (الإنجليزية)
- ريكاردو مانويل كاردوسو مارتينز على موقع Soccerway.com (الإنجليزية)